# Кавенант Лајф (Аљаска)
Кавенант Лајф (енгл. Covenant Life) насељено је место без административног статуса у америчкој савезној држави Аљаска.

## Демографија
По попису из 2010. године број становника је 86, што је 16 (-15,7%) становника мање него 2000. године.
| Група             | 2000.      | 2010.      |
| Белци             | 96 (94,1%) | 79 (91,9%) |
| Афроамериканци    | 0 (0,0%)   | 0 (0,0%)   |
| Азијати           | 4 (3,9%)   | 1 (1,2%)   |
| Хиспаноамериканци | 0 (0,0%)   | 0 (0,0%)   |
| Укупно            | 102        | 86         |